# Erioptera biaculeata
Erioptera biaculeata är en tvåvingeart som beskrevs av Evgenyi Nikolayevich Savchenko 1981. Erioptera biaculeata ingår i släktet Erioptera och familjen småharkrankar. Inga underarter finns listade i Catalogue of Life.